# Čači Vorba
Čači Vorba – istniejąca od 2006 r. grupa z kręgu world music, specjalizująca się w muzyce cygańskiej, karpackiej oraz bałkańskiej.

## O zespole
Zespół wykonuje akustyczną fuzję muzyki etnicznej, jazzu, nowoczesnej bałkańskiej muzyki weselnej oraz innych gatunków wykonywaną na tradycyjnych instrumentach, takich jak węgierska bracsa, tureckie kemence, greckie bouzouki, rumuńska cobza, bliskowschodnie darabuka oraz dombek. Čači Vorba przetwarza tradycyjne melodie Romów, Rumunów, Południowych Słowian, Greków i Bliskiego Wschodu. Sami wykonawcy, nawiązując do tytułu jednego z utworów z ich debiutanckiej płyty Szczera Mowa, swoją muzykę określają mianem joc'n'roll (rum. "joc" – taniec, zabawa).
Wysoki kunszt wykonawczy solistki zespołu, "wschodzącej gwiazdy sceny folkowej", oraz towarzyszących jej muzyków kształtują nowy, przełamujący granice, oryginalny język muzyczny; dialekt wyrażający to co wspólne – radość, pasję, tęsknotę – "szczerą mowę".

## Historia zespołu
W roku 2006 zespół Čači Vorba został laureatem  konkursów:
- IX Festiwalu Muzyki Folkowej Polskiego Radia "Nowa Tradycja" ,
- II Festiwalu Piosenki Słowiańskiej w Poznaniu
- Ogólnopolskiego Festiwalu Piosenki Górskiej i Folkowej w Zakopanem.

W maju 2008 r. nakładem wydawnictwa Red Taboret ukazał się debiutancki album Čači Vorba, Szczera  Mowa. Materiał zarejestrowany został techniką analogową w studiu Rogalów Analogowy (O.B.U.H.  Records). Wydawnictwo objęte zostało patronatem medialnym Radia Lublin oraz TVP Lublin.
W lipcu 2010 roku, w zmienionej szacie graficznej oraz z dwoma dodatkowymi utworami "live" ukazała się niemiecka reedycja debiutanckiej płyty Čači Vorba Szczera Mowa. Tym samym zespół nawiązał współpracę z jednym z czołowych niemieckich wydawców folk/world music "Oriente" (m.in. wydawca zespołu Kroke). Oficjalna premiera niemieckiej edycji płyty odbyła się w Berlinie, 12 lipca 2010 r.
W listopadzie 2010 r. pojawił się pierwszy teledysk zapowiadający drugi album Čači Vorba. Klip powstał do utworu "Te aştept neica de-o lună ", w nagraniu teledysku wzięła udział dwójka muzyków zespołu – Marija Natanson i Lubomyr Iszczuk. Klip nakręcono w leśno-bagiennej scenerii Poleskiego Parku Narodowego. Scenariuszem oraz realizacją zajęła się ekipa Film Brothers – Piotr Smoleński i Damian Bieniek.
Również w listopadzie 2010 roku zespół otrzymał prestiżową Nagrodę Niemieckich Krytyków Fonograficznych (Preis der Deutschen Schallplattenkritik) w kategorii folk i folklor za album "Szczera mowa".
Kolejny zagraniczny sukces niemieckiej reedycji CD "Szczera Mowa", to udział w rankingu "Top of The World CD" brytyjskiego czasopisma Songlines.
Ranking zamieszczony w 73. numerze magazynu "Songlines" (styczeń/luty 2011) obejmuje 10 najlepszych, zdaniem redakcji, albumów z muzyką świata.
W numerze ukazała się także pozytywna recenzja Szczerej Mowy, a piosenka "Doar o mama" została również zamieszczona na płycie CD sygnowanej przez "Songlines" w nakładzie 20 tys. egzemplarzy.
Styczeń 2011:
- "World Music Charts Europe" – "True Speech" w rankingu zajęła 16 miejsce (skok z miejsca 111).
- album "Szczera Mowa" w pierwszej dziesiątce folkowych płyt 2010 r. zdaniem dziennikarzy "Mundofonias" (Radio Nacional Espana).
- w rankingu "Najważniejsze wydarzenia 2010" przeprowadzonym przez portal etno.serpent.pl w kategorii "najciekawszy teledysk" 1 miejsce otrzymał klip "Te aştept neica de-o lună".
- "Szczera Mowa" w dziesiątce najważniejszych folkowych płyt ostatniej dekady według Folk24.pl.

Luty 2011:
- ranking "World Music Charts Europe" – "Szczera Mowa" na 8. miejscu (skok z miejsca 16).

## Skład zespołu
- Masha Natanson – śpiew, skrzypce, kabak kamane, kemençe, kaşιk, népi brácsa
- Rafał Gontarski – akordeon
- Piotr Majczyna – gitara, bouzouki, mandola, kobza
- Stanisław Siedlaczek – Instrumenty perkusyjne
- Robert Brzozowski – kontrabas

## Działalność koncertowa zespołu
Na początku 2010 roku zespół odbył trasę koncertową na Ukrainie (Tarnopol, Kijów, Dniepropietrowsk, Donieck, Odessa, Winnica, Lwów), oraz we Włoszech (Catania, Palazzolo Acreide).
Zespół ma na koncie ponad 150 występów na scenach polskich oraz zagranicznych festiwali muzycznych, m.in. Mostra Zampognarea, Palazzolo Acreide, Włochy (2010), Meltin' Folk Festival, Catania, Włochy (2010), Balvalfest – Rimava n. Kokavicou, Słowacja (2009), Nitra Cultural Summer – Nitra, Słowacja (2009), ArtPole – Vorobyivka, Ukraina (2009), Babylonfest – Brno, Czechy (2009), FEMAN – Koszyce, Słowacja (2008), Cultural Summer and Castle Festival – Bratysława, Słowacja (2008), Litoměřicky Kořen – Litomierzyce, Czechy (2008), Burgwaldeck — Niemcy (2008)-  Gdynia Sailing Days – Gdynia, Polska (2009), Galicja – Rzeszów, Polska (2009), Kalejdoskop Kultur – Wrocław, Polska (2009), Dwa Brzegi – Janowiec Lub., Polska (2008), Taboriada – Lublin, Polska (2007), Mikołajki Folkowe – Lublin, Polska (2007, 2009), Etniczne Inpiracje – Warszawa, Polska (2007), Festiwal Muzyki i Tradycji Klezmerskiej – Kazimierz Dln., Polska (2007), Scena Letnia Lapidarium – Warszawa, Polska (2006, 2007, 2009), Festiwalu Muzyki Folkowej Polskiego Radia "Nowa Tradycja" – Warszawa, Polska (2006), Fête du Violon, Luzy – Francja (luty 2013), i in.

## Dyskografia

### Albumy studyjne
- Szczera Mowa – Red Taboret, 2008
- Tajno Biav – Secret Marriage  – Oriente Musik, 2011
- Šatrika - Oriente Musik, 2015

### Inne
Nagrania zespołu znalazły się na kompilacjach:
- Nowa Tradycja  – Antologia Polskiego Folku – Polskie Radio, 2007
- Mikołajki Folkowe 2006  – SARF, 2006
- XI Spotkania Folkowe – Z wiejskiego podwórza – Stowarzyszenie Miłośników Kultury Ludowej, 2006
- АrtPole 2008/2009 – ArtPole, 2010